# Hl. Familie (Bremen)

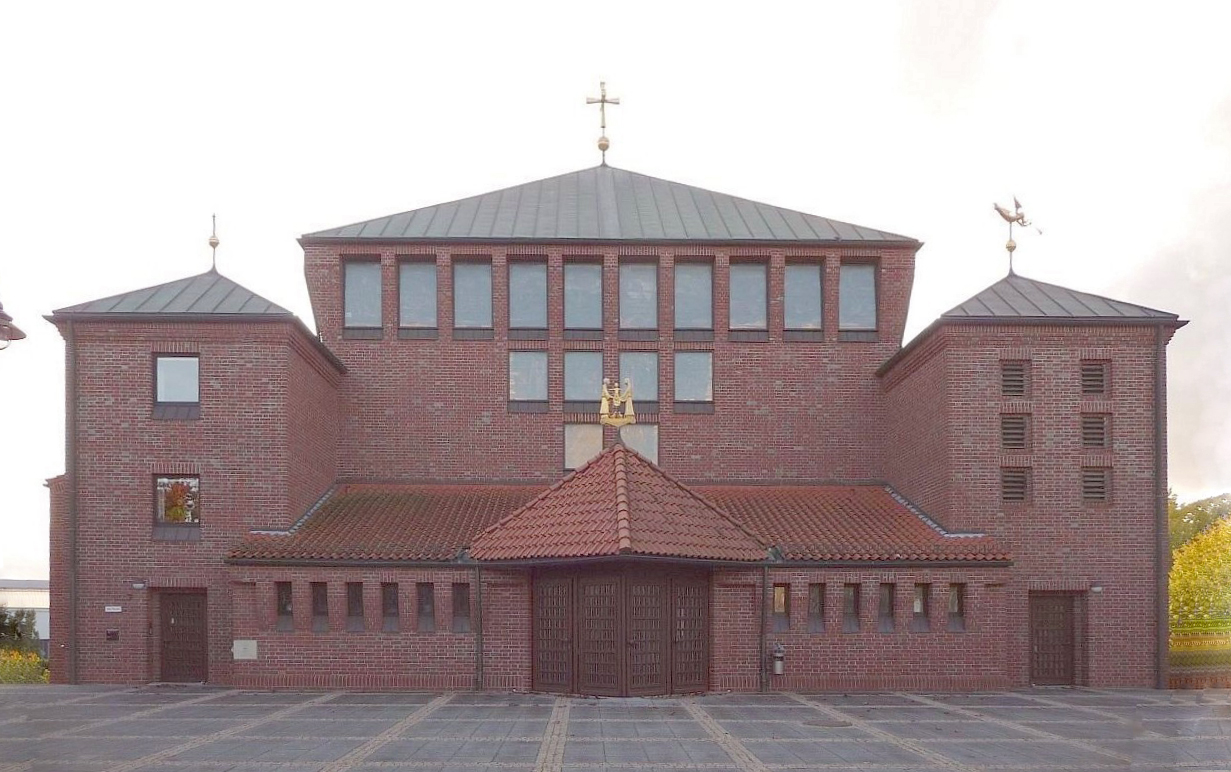
Pfarrkirche Heilige Familie

Heilige Familie ist eine katholische Pfarrkirche in Bremen. Die nach der Heiligen Familie benannte Kirche steht im Ortsteil Grohn am Grohner Markt. Sie ist die jüngste Kirche im Dekanat Bremen-Nord und einer der letzten Kirchenneubauten des Bistums Hildesheim. Zu ihrer gleichnamigen Pfarrei gehören rund 6.200 Katholiken (Stand 2014).

## Geschichte
1903 wurde der Vorgängerbau errichtet, er trug ebenfalls schon das Patrozinium Hl. Familie und stand in der Färberstraße 3. Diese von Richard Herzig erbaute Kirche, ausgeführt als neugotische Backsteinkirche mit Dachreiter, wurde inzwischen abgerissen. 1906 bekam die Kirche einen eigenen Pfarrer, seit diesem Jahr werden an der Kirche Hl. Familie auch katholische Kirchenbücher geführt. Am 1. April 1914 wurde die katholische Kirchengemeinde Grohn eingerichtet, und bereits am 30. November 1918 erfolgte ihre Erhebung zur Pfarrei. Seit 1969 gehören alle Teile Bremens nördlich der Lesum zum Bistum Hildesheim.
1977 begannen die Planungen für eine neue Kirche, da die bisherige Kirche zu klein und auch baufällig geworden war. Am 1. Februar 1983 brach die Kirchturmspitze ab und stürzte zu Boden. 1986/87 wurde die heutige Kirche erbaut, am 26. September 1987 erfolgte ihre Konsekration durch Bischof Josef Homeyer.
Am 1. November 2006 wurden der Pfarrgemeinde Hl. Familie auch die Bremer Kirchen St. Peter und Paul und St. Willehad angeschlossen, deren Pfarrgemeinden in diesem Zusammenhang aufgehoben wurden. Zuvor hatten diese drei Pfarrgemeinden bereits eine Seelsorgeeinheit gebildet. 2011 bzw. 2012 wurden die Kirchen St. Willehad und St. Peter und Paul profaniert.

## Architektur und Ausstattung
Die in rund 14 Meter Höhe über dem Meeresspiegel gelegene Kirche wurde nach Plänen der Bremer Architekten Veit Heckrott und Franz G. Hopf erbaut. Ein früherer Entwurf von Gottfried Böhm wurde nicht realisiert. Im Zentrum des Kirchengebäudes befindet sich der Gottesdienstraum, um ihn herum sind die Gemeinderäume und die Pfarrwohnung gruppiert. Heinz Lilienthal schuf 48 Fenster mit biblischen Motiven.